# Cmentarze ewangelickie w Raciborzu
Cmentarze ewangelickie w Raciborzu – w mieście istniało 5 cmentarzy ewangelickich, lecz do dziś ocalał tylko jeden, przy ul. Starowiejskiej.
- Cmentarz ewangelicki przy ul. Zborowej i Mickiewicza,
- Cmentarz ewangelicki przy ul. Starowiejskiej,
- Cmentarz ewangelicki przy ul. Nowej,
- Cmentarz ewangelicki przy pl. Długosza,
- Cmentarz katolicko-ewangelicki przy ul. Opawskiej
- Cmentarz ewangelicki na Płoni.